# Portugal-Rundfahrt 2016
Die 78. Portugal-Rundfahrt 2016 war ein portugiesisches Straßenradrennen. Das Etappenrennen fand vom 28. Juli bis zum 7. August 2016 statt. Zudem gehörte das Radrennen zur UCI Europe Tour 2016 und war dort in der Kategorie 2.1 eingestuft.

## Teilnehmende Mannschaften
| Professional Continental Teams (5)- Androni Giocattoli-Sidermec - Caja Rural-Seguros RGA - Drapac - Funvic Soul Cycles-Carrefour - Team Roth Continental Teams (12)- Armée de terre - Astana City - Boyacá Raza de Campeones - Christina Jewelry - Efapel - Euskadi Basque Country-Murias - LA Alumínios-Antarte - Lokosphinx - Louletano-Hospital de Loulé - Rádio Popular-Boavista - Sporting-Tavira - W52-FC Porto |
| |

## Etappen
| Etappe     | Datum    | Etappenorte                                  | type                 | Länge (km) | Etappensieger            | Gesamtführender |
| ---------- | -------- | -------------------------------------------- | -------------------- | ---------- | ------------------------ | --------------- |
| Prolog     | 27. Jul. | Oliveira de Azeméis – Oliveira de Azeméis    | Prolog               | 3,6        | Rafael Reis              | Rafael Reis     |
| 1. Etappe  | 28. Jul. | Ovar – Braga                                 | Hügelige Etappe      | 167,4      | Daniel Mestre            | Daniel Mestre   |
| 2. Etappe  | 29. Jul. | Viana do Castelo – Fafe                      | Hügelige Etappe      | 160        | Francesco Gavazzi        | Daniel Mestre   |
| 3. Etappe  | 30. Jul. | Montalegre – Macedo de Cavaleiros            | Hügelige Etappe      | 158,9      | William Clarke           | Rui Vinhas      |
| 4. Etappe  | 31. Jul. | Bragança – Mondim de Basto                   | Mittelschwere Etappe | 191,9      | Gustavo César Veloso     | Rui Vinhas      |
| 5. Etappe  | 1. Aug.  | Lamego – Viseu                               | Mittelschwere Etappe | 153,2      | Vicente García de Mateos | Rui Vinhas      |
|            | 2. Aug.  | Ruhetag                                      | Ruhetag              |            |                          |                 |
| 6. Etappe  | 3. Aug.  | Belmonte – Guarda                            | Mittelschwere Etappe | 173,7      | Gustavo César Veloso     | Rui Vinhas      |
| 7. Etappe  | 4. Aug.  | Figueira de Castelo Rodrigo – Castelo Branco | Hügelige Etappe      | 182        | José Gonçalves           | Rui Vinhas      |
| 8. Etappe  | 5. Aug.  | Nazaré – Arruda dos Vinhos                   | Hügelige Etappe      | 208,5      | Jesús Ezquerra           | Rui Vinhas      |
| 9. Etappe  | 6. Aug.  | Alcácer do Sal – Setúbal                     | Flachetappe          | 187,5      | Daniel Mestre            | Rui Vinhas      |
| 10. Etappe | 7. Aug.  | Vila Franca de Xira – Lissabon               | Einzelzeitfahren     | 32         | Gustavo César Veloso     | Rui Vinhas      |

## Gesamtwertung
| \| Gesamtwertung \| Gesamtwertung \| Gesamtwertung \| Gesamtwertung \| Gesamtwertung \| \| Fahrer \| Fahrer \| Land \| Team \| Zeit \| \| ------------- \| ------------------------ \| ------------- \| --------------------------- \| ---------------- \| \| 1. \| Rui Vinhas \| Portugal \| W52-FC Porto \| 40 h 57 min 56 s \| \| 2. \| Gustavo César Veloso \| Spanien \| W52-FC Porto \| + 1 min 31 s \| \| 3. \| Daniel Silva \| Portugal \| Rádio Popular-Boavista \| + 2 min 49 s \| \| 4. \| Raúl Alarcón \| Spanien \| W52-FC Porto \| DSQ \| \| 5. \| Joni Brandão \| Portugal \| Efapel \| + 3 min 54 s \| \| 6. \| Amaro Antunes \| Portugal \| LA Alumínios-Antarte \| + 5 min 08 s \| \| 7. \| Henrique Casimiro \| Portugal \| Efapel \| + 6 min 03 s \| \| 8. \| Vicente García de Mateos \| Spanien \| Louletano-Hospital de Loulé \| + 6 min 30 s \| \| 9. \| Rui Sousa \| Portugal \| Rádio Popular-Boavista \| + 6 min 44 s \| \| 10. \| Ricardo Vilela \| Portugal \| Caja Rural-Seguros RGA \| + 7 min 21 s \| |                          |          |                             |                  |
| |                          |          |                             |                  |
| Quelle: ProCyclingStats |                          |          |                             |                  |
| Gesamtwertung |                          |          |                             |                  |
| Fahrer | Fahrer                   | Land     | Team                        | Zeit             |
| 1. | Rui Vinhas               | Portugal | W52-FC Porto                | 40 h 57 min 56 s |
| 2. | Gustavo César Veloso     | Spanien  | W52-FC Porto                | + 1 min 31 s     |
| 3. | Daniel Silva             | Portugal | Rádio Popular-Boavista      | + 2 min 49 s     |
| 4. | Raúl Alarcón             | Spanien  | W52-FC Porto                | DSQ              |
| 5. | Joni Brandão             | Portugal | Efapel                      | + 3 min 54 s     |
| 6. | Amaro Antunes            | Portugal | LA Alumínios-Antarte        | + 5 min 08 s     |
| 7. | Henrique Casimiro        | Portugal | Efapel                      | + 6 min 03 s     |
| 8. | Vicente García de Mateos | Spanien  | Louletano-Hospital de Loulé | + 6 min 30 s     |
| 9. | Rui Sousa                | Portugal | Rádio Popular-Boavista      | + 6 min 44 s     |
| 10. | Ricardo Vilela           | Portugal | Caja Rural-Seguros RGA      | + 7 min 21 s     |

## Wertungstrikots
| Etappe         | Etappensieger            | Gesamtwertung | Punktewertung  | Bergwertung          | Nachwuchswertung | Teamwertung                 |
| -------------- | ------------------------ | ------------- | -------------- | -------------------- | ---------------- | --------------------------- |
| Prolog         | Rafael Reis              | Rafael Reis   | nicht vergeben | nicht vergeben       | Oscar Rodríguez  | Efapel                      |
| 1              | Daniel Mestre            | Daniel Mestre | Daniel Mestre  | Frederico Figueiredo | Diego Ochoa      | Efapel                      |
| 2              | Francesco Gavazzi        | Daniel Mestre | Daniel Mestre  | Wilson Díaz          | Diego Ochoa      | Efapel                      |
| 3              | William Clarke           | Rui Vinhas    | William Clarke | César Fonte          | Diego Ochoa      | Androni Giocattoli-Sidermec |
| 4              | Gustavo Cesar            | Rui Vinhas    | Gustavo Cesar  | César Fonte          | Vitor Etxebarria | W52-FC Porto                |
| 5              | Vicente García de Mateos | Rui Vinhas    | Gustavo Cesar  | Wilson Díaz          | Vitor Etxebarria | W52-FC Porto                |
| 6              | Gustavo Cesar            | Rui Vinhas    | Gustavo Cesar  | Wilson Díaz          | Alexander Vdovin | W52-FC Porto                |
| 7              | José Gonçalves           | Rui Vinhas    | Gustavo Cesar  | Wilson Díaz          | Alexander Vdovin | W52-FC Porto                |
| 8              | Jesús Ezquerra           | Rui Vinhas    | Gustavo Cesar  | Wilson Díaz          | Alexander Vdovin | W52-FC Porto                |
| 9              | Daniel Mestre            | Rui Vinhas    | Gustavo Cesar  | Wilson Díaz          | Alexander Vdovin | W52-FC Porto                |
| 10             | Gustavo Cesar            | Rui Vinhas    | Gustavo Cesar  | Wilson Díaz          | Alexander Vdovin | W52-FC Porto                |
| Wertungssieger | Wertungssieger           | Rui Vinhas    | Gustavo Cesar  | Wilson Díaz          | Alexander Vdovin | W52-FC Porto                |